# Antarctothoa tongima
Antarctothoa tongima är en mossdjursart som först beskrevs av Ryland och Gordon 1977.  Antarctothoa tongima ingår i släktet Antarctothoa och familjen Hippothoidae. Inga underarter finns listade i Catalogue of Life.